# Tintin kalandjai (film)
A Tintin kalandjai (eredeti cím: The Adventures of Tintin) 2011-ben bemutatott amerikai 3D-s számítógépes animációs film, amely Hergé azonos című képregényalbum-sorozatán alapul. A mozifilmet Steven Spielberg rendezte, a producere Peter Jackson volt, a forgatókönyvet pedig Steven Moffat, Edgar Wright és Joe Cornish írták Az aranyollós rák (1941), Az unikornis titka (1943) és a Vörös Rackham kincse (1944) című albumok alapján. Ez Spielberg első animációs filmje, ahogy szokásos zeneszerzőjéé, John Williamsé is.
Spielberg Hergé 1983-ban bekövetkezett halálát követően vásárolta meg a Tintin kalandjai megfilmesítési jogait, majd lejártukkor, 2002-ben újraopciózta őket. A forgatás 2008-ban kezdődött volna, majd 2010-ben mutatták volna be az elkészült filmet, ám ezt 2011-re halasztották, amikor az Universal úgy döntött, nem fogja a Paramounttal közösen gyártani a filmet (aki 30 millió dollárt költött az előkészületekre), és kiszállt a produkcióból. A Sony lépett az Universal helyére, ám újabb csúszást eredményezett, amikor a Tintin szerepére kiválasztott Thomas Sangster szintén otthagyta a projektet. Peter Jackson producer, akinek a Weta Digital nevű cége készítette a film számítógépes animációit, szeretné rendezni a folytatást, míg Spielberg és Jackson egy harmadik film társrendezői is szívesen lennének.
A film világpremierjét Brüsszelben tartották 2011. október 22-én. Nagy-Britanniában és számos más európai országban október 26-án, Magyarországon november 3-án, míg az Amerikai Egyesült Államokban december 21-én mutatták be Digital 3D és IMAX formátumokban.
A Tintin kalandjai többnyire pozitív kritikákat kapott, és a nemzetközileg elért több mint 373 000 000 dolláros bevételével pénzügyileg is sikeres lett. Magyarországon ezzel szemben igen alacsony érdeklődést váltott ki a közönségből. A 69. Golden Globe-gálán elnyerte a legjobb animációs filmnek járó díjat, zenéjéért Williamst Oscar-díjra jelölték, hat Szaturnusz-díj-jelölést kapott, köztük a legjobb animációs filmét, a legjobb rendezőét és a legjobb zenéét. A Nickelodeon pénzügyileg legsikeresebb filmje lett.

## Cselekmény
Tintin, a Le Vingtième Siècle című brüsszeli újság riportere egy portrét készíttet magáról az utcán, mikor figyelmes lesz a piacon egy régi hajómodellre, az Unikornisra. Éppen egy hajszállal előbb vásárolja meg, mint azt a két később érkezett úr szándékozta volna, mindketten bőkezűen a vételár dupláját kínálják érte. Az egyikük Ivan Ivanovics Szakharin, a Moulinsart kastély tulajdonosa, a másik Barnabénak hívja magát, és figyelmezteti Tintint, hogy veszélybe kerülhet. Tintin nem hajlandó eladni a modellt, de amint a szekrényére állítja, kutyája, Milou rögtön leveri, és eltöri a középső árbócot. Tintin ijedelmében nem veszi észre, hogy egy vékony, ezüst síp formájú kis henger gurult be a szekrénye alá. Tintin kíváncsisága egyre nő, ezért utánanéz a könyvtárban a hajó történetének, ahol megtudja, hogy a hajó egy kalóztámadás során elsüllyedt, utolsó kapitányát pedig François Haddocknak hívták. Mire Tintin hazaér, az Unikornis köddé válik. A fiú Szakharinra gyanakszik, ezért betör a Moulinsart kastélyba, és meg is találja a modellt. Szakharin és a komornyik azonban rajtaütnek, és megpróbálják kihúzni a fiúból, mennyit tud Haddock kapitány átkáról. Tintin meghökken, mikor rájön, hogy a Szakharinnál lévő modell nem az övé, mert nincs eltörve az árbóca.
Tintint kirakják a kastélyból, és újabb meglepetés várja otthon: a lakásán mintha tornádó söpört volna végig, minden fel van forgatva. Milou megmutatja Tintinnek az ezüst kis henger helyét, amiben egy pergament rejtettek el egy verssel. Tintin a pénztárcájába süllyeszti, rögtön ezután Barnabé akar beszélni a fiúval, de egy arrafele elsuhanó autóból lelövik, mielőtt átléphetné a küszöböt. Maradék erejével sikerül az újságon megjelölnie a szót, amit Tintin tudtára kíván adni. Tintin a jelölésből megfejti a Karaboudjan szót, amiről csak annyit tud, hogy örményül van. Az esetet megosztja rendőrbarátaival Duponddal és Duponttal, akik elmondják, hogy Barnabé egy beépített titkosügynök volt. Váratlanul felgyorsulnak az események, mikor Tintin bukszája kámforrá válik, a két rendőr pedig a nyomába ered régóta üldözött zsebtolvajuknak. Tintint ezalatt elrabolják Szakharin emberei, és rögvest egy teherhajón találja magát, amit Karaboudjannak hívnak.
Szakharin keresi Tintinnél a pergament, de bosszúságára nincs a fiúnál, ezért bezáratja. Milou segítségével Tintin kiszabadul, és egy emelettel feljebb szökik, ahol véletlenül az igazi kapitány kabinjában találja magát. A kapitány François Haddock utolsó leszármazottja, de Tintinnek hamar csalódnia kell, mert bár a kapitányra nagyapja rábízta a családi titkot, alkoholizmusa miatt egyetlen szóra nem emlékszik belőle. Tintinnek és a kapitánynak sikerül megszöknie egy mentőcsónakon, és útnak indulnak Marokkó felé, ahol Tintin egy harmadik Unikornis-hajómodellt vél rejtőzni egy szenvedélyes gyűjtő, Omar Ben Salaad, kincsei között. Az idő sürget, mihamarabb le kell hagyniuk Szakharin hajóját, de a kapitány részegsége hajótöröttséghez vezet, és a vízben áznak addig, míg a Karaboudjan egy repülője meg nem támadja őket. Tintinnek sikerül leszállásra kényszeríteni őket, útjukat pedig a repülővel folytatják.
Egy közeledő vihar és a kifogyó benzin miatt Tintin és a kapitány lezuhannak a sivatagban. A nagy forróságban a kapitány hallucinálni kezd, és elkezdi rekonstruálni François Haddock utolsó hajóútját, a történetet, amit a nagyapja mesélt neki. Haddock kalózokkal küzdött meg, köztük kapitányukkal, Vörös Rackhammal. A legénység nem élte túl az összecsapást, Haddock pedig elsüllyesztette az Unikornist, hogy a kalózok ne szerezhessék meg a kincset, amit a hajó szállított. Tintinék a nagy forróságtól összeesnek, és egy járőr viszi őket magukkal a táborába, ahol ellátást kapnak. A kapitánynak sikerül teljesen visszaemlékeznie, és rájön, hogy Szakharin Vörös Rackham leszármazottja, és a kincskeresésen kívül a bosszúról is szól a játszma. Tintin és a kapitány Ben Salaad palotájába igyekeznek, közben összefutnak Duponddal és Duponttal, akik kézre kerítették a zsebtolvajt, és visszatérítik Tintin pénztárcáját.
A palotában közben nagy a szervezés, Szakharin már felállította tervét. A híres olasz operaénekesnőt, Bianca Castafiorét kíséri Ben Salaadhoz, majd az énekesnő rövid koncertjével az erős hanghullámok összetörnek minden üveget, köztük az Unikornis harmadik modelljének golyóálló vitrinét. Szakharin sólyma megszerzi az ezüst hengert, és Tintinék minden igyekezete ellenére megszökik mind a három pergamennel. Tintin most már tudja, hogy a pergameneket sorba állítva koordináták olvashatók le, de nem tudja megakadályozni Szakharin hajójának kifutását. Tintin kifogyva az ötletekből elveszti a motivációját, amit csak a kapitány lelkesedése tud visszaállítani. A rendőrség segítségével tudják követni a Karaboudjan rádiójeleit, és mindenki meglepődik, mikor a hajó a koordinátákkal hazafelé veszi útját.
A kikötőben már a rendőrség várja Szakharint, és megütközik a kapitánnyal. A nagy daruharc után párbajba csap át a viadal, aminek végén a kapitány diadalmaskodik. A koordinátákat követve visszatérnek a Moulinsart kastélyba, ahol a pincében egy rejtett falon át megtalálják a földgömböt, amit csak egy igazi Haddock tud kinyitni. A földgömbben az Unikornis maradék kincse és egy negyedik pergamen rejtőzik, ami hőseinket kalandjuk folytatására ösztönzi: az elsüllyedt hajó nyomára bukkanni.

## Szereplők
| Szereplő                                  | Eredeti hang    | Magyar hang           | Leírás |
| ----------------------------------------- | --------------- | --------------------- | --- |
| Tintin                                    | Jamie Bell      | Molnár Levente        | A film főszereplője, vöröshajú, fiatal riporterfiú, aki számos ügyet felgöngyölített már. Hűséges kutyája, Milou. Első szerződtetett szinkronhangja Thomas Sangster volt, akitől Jamie Bell vette át a szerepet, mikor 2008 októberében elhalasztották a forgatást. Bellt Peter Jackson javasolta, akinek King Kong című filmjében Bell Jimmy szerepét játszotta. |
| Haddock kapitány / Sir Francis Haddock    | Andy Serkis     | Kőszegi Ákos          | A Karaboudjan hajó részeges kapitánya, Sir Francis Haddock, az Unikornis utolsó kapitányának egyetlen élő utódja. Szinkronhangját, Andy Serkist, Spielberg javasolta a szerepre, mivel ő játszotta Gollamot Jackson A Gyűrűk Urájában és King Kongot a 2005-ös remake-ben, és mindkét szerephez motion capture-t használtak. Ezenfelül Spielberg Serkist "nagyszerű és vicces színésznek" tartotta. Serkis humorosan megjegyezte, hogy attól tartott, Jackson majd Tintin kutyájának, Milounak szerepére szeretné majd szerződtetni, akit azonban hagyományosan (motion capture nélkül) animáltak. Serkins, mikor a szerepre készült, újraolvasta a képregényeket, és úgy találta, Haddockban van valami pythonos szürrealizmus. A színész utánanézett a tengerészeknek is, és úgy döntött, skót akcentust ad a figurának, mert van benne „valami kelta jellegű nyersség és érzelmesség.” |
| Ivan Ivanovitch Sakharine / Vörös Rackham | Daniel Craig    | Nagy Ervin            | Sakharine Vörös Rackham leszármazottja, azé a kalózé, aki megtámadta Sir Francis Haddock hajóját, az Unikornist. Spielberg Sakharine-t olyan gonosznak írta le, aki „kegyetlen ugyan, de van benne valami elegancia.” Jackson és Spielberg úgy döntöttek, hogy Sakharine-t mellékszereplőből főgonosszá léptetik elő, és mikor „érdekes színészt” kerestek a szerephez, Spielberg állt elő Daniel Craig nevével, akivel korábban a München című film forgatásán dolgoztak együtt. Craig azzal viccelt, hogy követi „a rosszfiúk játszásának angol hagyományát”. |
| Dupond                                    | Nick Frost      | Görög László          | Két botladozó, majdnem egyforma nyomozó. Kettősük a film vígjátéki vonalát hivatott erősíteni. Spielberg meghívta Pegget a Tintin kalandjai forgatási helyszínére a Hogy veszítsük el barátainkat és idegenítsük el az embereket? befejezése után, és akkor ajánlotta fel neki a szerepet. Pegg 2010-ben John Landis Burke and Hare-jében főszerepet játszott Serkinsszel. |
| Dupont                                    | Simon Pegg      | Józsa Imre            | Két botladozó, majdnem egyforma nyomozó. Kettősük a film vígjátéki vonalát hivatott erősíteni. Spielberg meghívta Pegget a Tintin kalandjai forgatási helyszínére a Hogy veszítsük el barátainkat és idegenítsük el az embereket? befejezése után, és akkor ajánlotta fel neki a szerepet. Pegg 2010-ben John Landis Burke and Hare-jében főszerepet játszott Serkinsszel. |
| Nestor                                    | Enn Reitel      | Uri István            | Haddock kapitány komornyikja. |
| Delacourt hadnagy                         | Tony Curran     | Horányi László        | Tintin szövetségese. |
| Aristides Silk                            | Toby Jones      | Cs. Németh Lajos      | Zsebtolvaj. |
| Omar Ben Salaad                           | Gad Elmaleh     | Elek Ferenc           | Arab kereskedő. Elmaleh akcentusát gyermekkorából idézte fel. |
| Allan                                     | Daniel Mays     | Jakab Csaba           | Haddock kapitány elsőtisztje. |
| Tom                                       | Mackenzie Crook | Bede-Fazekas Szabolcs | A Karaboudjan legénységének tagja. |
| Bianca Castafiore                         | Kim Stengel     | Halász Aranka         | Operaénekes. Bár az adaptált három történetben nem szerepel, Jackson nyilatkozata szerint a karakter ikonikus volta miatt került bele a filmbe. |
| Barnaby                                   | Joe Starr       | Blaskó Péter          | FBI-ügynök, aki figyelmezteti Tintint az Unikornis megvásárlásakor, és lelövik Sakharine emberei. |
| Mrs. Finch                                | Sonje Fortag    | Bókai Mária           | |
| Pilóták                                   | Cary Elwes      | Kapácsy Miklós        | |
| Pilóták                                   | Phillip Rhys    | Maday Gábor           | |
| Unikornis őre                             | Ron Bottitta    | ?                     | |
| Afgar                                     | Mark Ivanir     | ?                     | Kihelyezett katona |
| Titkár                                    | N/A             | ?                     | |
| Pedro                                     | Sebastian Roché | ?                     | |
| Első tiszt                                | N/A             | ?                     | |
| Hergé                                     | Nathan Meister  | ?                     | A cameo szereplő, a piaci rajzolóművész. |
| Riporter                                  | Sana Etoile     | ?                     | |
| Régiségkereskedő                          | N/A             | Harsányi Gábor        | |
| Mr. Nicholls                              | N/A             | Bácskai János         | |

## A film készítése

### Előkészületek
Spielberg, a Tintin kalandjai nagy rajongója, 1981-ben fedezte fel a képregényt, amikor egy kritika a Tintinhez hasonlította Az elveszett frigyláda fosztogatóit. Eközben Hergé, aki művének sem korábbi élőszereplős adaptációit, sem a Tintin kalandjai rajzfilmet nem szerette, Spielberg rajongója lett. Michael Farr, a Tintin: The Complete Companion szerzője azt írta, Hergé „úgy gondolta, Spielberg az egyetlen, aki igazán jól megcsinálhatná Tintint.” Spielberg és produkciós társa az Amblin Entertainmentnél, Kathleen Kennedy 1983-ban, az Indiana Jones és a végzet temploma forgatása alatt találkoztak volna Hergével Londonban. Hergé azon a héten meghalt, de özvegye nekik adta a megfilmesítési jogokat. A hároméves opciót a képregényhez 1984-ben véglegesítették, a Universallal mint forgalmazó.
Spielberg az E. T., a földönkívüli íróját, Melissa Mathison kérte fel a film megírására, melyben Tintin elefántcsontvadászokkal csatázott volna Afrikában. Spielberg szemében Tintin „Indiana Jones [volt] gyerekeknek”, és Jack Nicholsonnal játszatta volna el Haddockot. Mivel elégedetlen volt a forgatókönyvvel, inkább az Indiana Jones és az utolsó kereszteslovag gyártását folytatta. A jogok visszakerültek a Hergé Foundationhöz. Claude Berrit és Roman Polańskit is érdekelte a filmre vitel, míg a Warner Bros. tárgyalásokba kezdett a jogokért, de nem tudták biztosítani azt a „kreatív egység”-et, amit az alapítvány Spielbergnél látott. Spielberg 2001-ben arról beszélt, hogy érdekelné Tintin számítógépes animációs feldolgozása. Cége, a DreamWorks 2002 novemberében újraopciózta a sorozat filmes jogait. Akkor még csak mint producer vett volna részt az elkészítésben. A francia Capital magazin 2004-ben arról írt, hogy Spielberg trilógiát tervez Az unikornis titka/Vörös Rackham kincse, A 7 kristálygömb/A naptemplom és a Le Lotus bleu/Tintin au Tibet alapján (melyek közül az utóbbi nem egy történet, de mindkettőben szerepel Tchang Tchong-Jen). Ekkorra Spielberg visszatért élőszereplős ötletéhez, és felkereste Peter Jacksont, hogy a Weta Digital elkészítene-e egy számítógéppel animált Milout.
Jackson, a képregények régi rajongója, már A Gyűrűk Ura és a King Kong forgatásán is alkalmazta a motion capture módszert. Ő sugallta, hogy az élőszereplős technika nem lenne elég hű a könyvekhez, és a motion capture a legalkalmasabb Hergé Tintin-világának átadásához. Egy hétig forgattak 2006 novemberében a Los Angeles-i Playa Vistában, abban a műteremben, ahol James Cameron az Avatart rögzítette. Andy Serkist addigra már kiválasztották, míg Tintin szerepébe Jackson ugrott be. Cameron és Robert Zemeckis is jelen voltak a forgatáson. A felvételeket továbbították a Weta Digitalnek, ahol húszperces próbatekercset készítettek belőlük, amellyel demonstrálták a karakterek fotórealisztikus ábrázolását. Spielberg azt mondta, nem bánja, hogy digitálisan forgat, hisz animációs filmet készít, de megismételte, hogy élőszerepős filmet továbbra is a hagyományos módon fog csak készíteni. Chris Guise fődizájner Brüsszelbe látogatott inspirációért.
Az együttműködésüket hivatalosan 2007 májusában jelentették be, bár mindkét filmesnek várnia kellett a kezdéssel: Spielberg az Indiana Jones és a kristálykoponya királysága előkészületeivel volt elfoglalva, míg Jackson a Komfortos mennyországot tervezte. Spielberg két könyvet is kiválasztott, mint lehetséges fő szálat a filmhez: Az aranyollós rákot és Az unikornis titkát. Végül a második és annak közvetlen folytatása, a Vörös Rackham kincse mellett döntött. Jackson úgy érezte, hogy az előbbi története „nem elég robusztus ahhoz, hogy elvigyen egy játékfilmet,” de bizonyos elemeket átemeltek belőle, így a Karaboujant és Tintin és Haddock első találkozását. Spielberg Edgar Wrightot kérte fel a forgatókönyv megírására, de ő akkor elfoglalt volt, így maga helyett másokat javasolt, köztük Steven Moffatot. Moffat 2007 októberében bejelentette, hogy aláírt két Tintin-film forgatókönyvének megírásához. Moffat nyilatkozata szerint Spielberg addig győzködte, hogy vállalja el az írást, míg kötélnek nem állt, és a rendező még azt is megígérte, megvédi a stúdió beleszólásától is a forgatókönyvbe. Moffat elkészült az első könyvvel, de a másodikat már nem fejezte be a 2007–2008-as forgatókönyvírói sztrájk miatt. Ezután a Ki vagy, doki? vezető producere lett, így Spielberg és Jackson (kik közül az utóbbi a sorozat rajongója) elengedték a saját produkciójuktól. Ez alkalommal Wright elfogadta, hogy átveszi a forgatókönyv-írói feladatokat, és magával hozta a Tintin-rajongó Joe Cornisht is, akivel az idő tájt együtt dolgozott.
További forgatást tartottak 2008 márciusában. Azonban 2008 augusztusában, egy hónappal a fő forgatási időszak előtt, az Universal lemondott társgyártási opciójáról a Rém rom és a Beowulf – Legendák lovagja gyenge pénzügyi teljesítményivel és a rendezők szokatlanul magas, 30%-os bevételi részesedésével magyarázva a döntést. A Paramount Pictures (a DreamWorks forgalmazója) már 30 millió dollárt költött az előkészítési stádiumban a filmre abban a reményben, hogy az Universal is beszáll. Spielberg tízperces részletet mutatott be a felvételekből remélve, hogy szabad utat kap a forgatás októberi elkezdéséhez. A Paramount felajánlotta, hogy elvállalja a gyártást, ha a rendezők lemondanak a bevételi részesedésükről, de Spielberg és Jackson ezt visszautasította, és október végére társfinanszírozási és forgalmazási tárgyalásokba kezdtek a Sonyval. Sony két film finanszírozásába egyezett bele, bár Jackson szerint még van lehetőség a harmadik filmre is.

### Forgatás és vizuális effektusok
A forgatás 2009. január 26-án kezdődött, a megjelenést pedig 2010-ről 2011-re tolták. Spielberg 32 napnyi forgatás után, 2009 márciusában végzett a forgatással. Jackson az első héten személyesen is jelen volt, míg a forgatás további részét egy személyre szabott videokonferencia-programmal ellenőrizte. Simon Pegg azt mondta, Jackson hangja „úgy jött a Tannoyból, mint Istené.” Számos rendező tiszteletét tette a forgatáson, köztük Guillermo del Toro, Stephen Daldry és David Fincher. Spielberg próbálta úgy kezelni a filmet, mintha az élőszereplős lenne, a kamerát is úgy mozgatta. Így nyilatkozott: „Minden filmemnél a Tintin előtt, amit valaha készítettem, az egyik szemem mindig csukva tartottam a képek komponálásakor,” ezzel – a leendő nézőkhöz hasonlóan – 2D-ben látva a filmet. „A Tintinnél mindkét szemem nyitva volt.” Jackson saját kezűleg irányította a Weta Digital utómunkálatait, amelyet Spielberg videokonferenciákkal felügyelt. Jackson kezdi majd el a második film előkészületeit is, amelyet már ő rendez. Spielberg azt mondta: „nem lesznek mobiltelefonok, televíziók, modern autók. Csak időtlen Európa.” Operatőre, Janusz Kamiński világítási tanácsadóként segített a Wetának, míg Jackson a film kinézetét így jellemezte: „filmnoiros, nagyon hangulatos.” Spielberg 2009 júliusának közepére további hat hét motion capture forgatással végzett. Az utómunkálatokkal 2011 szeptemberére végeztek.
A beltéri jelenetek világítási nüanszainak javítása végett a Weta Digital és a NVIDIA kifejlesztették a PantaRay ray tracing programot, amely 100-1000-szer több számítást igényelt, mint a hagyományos shadow mapping alapú megoldások. Különböző modellek szolgáltak referenciaként a színészeknek Milouhoz, amelyeket Brad Elliott kellékmester mozgatott. Később digitálisan rögzítették egy kutya mozgását, ezzel alapot adva az animátoroknak a valósághű mozdulatok megteremtéséhez. Hangját számos különböző fajú kutya hangjaiból válogatták össze.

### Zene
A Tintin kalandjai zenéjét John Williams szerezte. Ez volt Williams első aláfestése a 2008-as Indiana Jones és a kristálykoponya királysága óta, és emellett az első animációs filmhez szerzett zenéje. A zene nagy részével már akkor elkészült, amikor a film animációja csak korai fázisban járt, azzal a szándékkal, hogy előidézze „a régi Disney-technikát, amikor a zene készül el először, majd az animátorok próbálják követni, amit a zene diktál.” Végül számos motívumot át kellett dolgoznia a film vágása után. A zeneszerző úgy döntött számos zenei stílust felhasznál, míg a főcímhez az „1920-as, 1930-as évek európai dzsessze” adta az alapot, a vízi csatajelenethez a „kalóz zene”. A filmzenealbumot a Sony Classical Records jelentette meg 2011. október 31-én.
A filmzene nagyon pozitív kritikákat kapott.
Számlista
| 1.    | The Adventures of Tintin                    | 3:07 |
| 2.    | Snowy's Theme                               | 2:09 |
| 3.    | The Secret of the Scrolls                   | 3:12 |
| 4.    | Introducing the Thompsons and Snowy’s Chase | 4:08 |
| 5.    | Marlinspike Hall                            | 3:58 |
| 6.    | Escape from the Karaboudjan                 | 3:20 |
| 7.    | Sir Francis and the Unicorn                 | 5:05 |
| 8.    | Captain Haddock Takes the Oars              | 2:17 |
| 9.    | Red Rackham’s Curse and the Treasure        | 6:10 |
| 10.   | Capturing Mr. Silk                          | 2:57 |
| 11.   | The Flight to Bagghar                       | 3:33 |
| 12.   | The Milanese Nightingale                    | 1:29 |
| 13.   | Presenting Bianca Castafiore                | 3:27 |
| 14.   | The Pursuit of the Falcon                   | 5:43 |
| 15.   | The Captain’s Counsel                       | 2:10 |
| 16.   | The Clash of the Cranes                     | 3:48 |
| 17.   | The Return to Marlinspike Hall and Finale   | 5:51 |
| 18.   | The Adventure Continues                     | 2:58 |
| 65:22 |                                             |      |

## Eltérések az alapműtől
A film főleg Az unikornis titkából (1943), Az aranyollós rákból (1941) és minimálisan (csak a zárójelenetben) a Vörös Rackham kincséből építkezik. Számos helyen eltértek az alapművektól, melyek közül a legnevezetesebb a főgonosz személye. A könyvben Ivan Ivanovitcs Sakharine csak másodlagos szereplő, és nem Vörös Rackham leszármazottja, a film fő antagonistája. A fő ellenségek helyette a Madár fivérek, akik a filmben csak egy rövid cameo erejéig tűnnek fel a piaci nyitójelenetben.
A képregényben Rackham kincsét a kalózhajó szállitja, majd Haddock lovag magával viszi, mikor megszökik az Unikornisról. Ráadásul az albumban csak egy kis ládika gyémántról van szó. A filmben azonban az kincset az Unikornis viszi, és egy egész rakteret betöltő, 400 kg-os aranyrakományról beszélünk. A filmben, mikor az Unikornis felrobban, a kincs szétszóródik, az árbócrúdba kapaszkodó Haddock lovag pedig a kalapjába gyűjti egy kis részét.
A képregényben Haddock egy csónakkal arra a lakatlan szigetre evez, ami mellett az Unikornis horgonyoz, mig a filmben nincs sziget. Ott a Moulinsart kastélyban találják meg Tintinék a gyémántokat egy földgömbbe rejtve, miután sikertelen kincskeresésükből visszatértek. A filmben a földgömb után döntenek úgy, hogy kincsvadászatra indulnak.

## Forgalmazás

### Videójáték
A The Adventures of Tintin: The Secret of the Unicorn című videójátékot a Ubisoft fejlesztette, és a film megjelenésekor adták ki. A játék iOS-változatát a Gameloft jelentette meg a film európai bemutatójakor.

### Mozibemutató

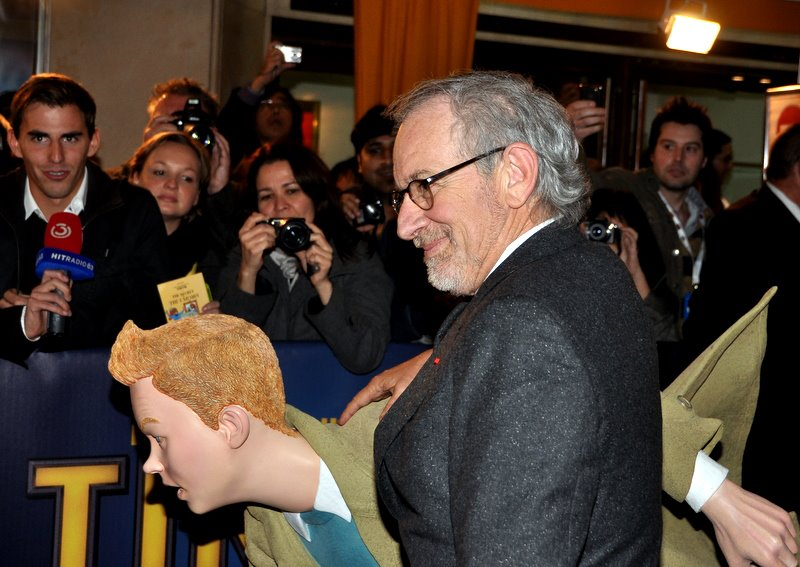
Steven Spielberg a film párizsi premierjén 2011. október 22-én

A film első sajtóvetítését Belgiumban tartották 2011. október 10-én. A világpremiert 2011. október 22-én rendezték Brüsszelben, amelyen részt vett Astrid belga hercegnő és fiatalabb lányai, Luisa Maria és Laetitia Maria is. A párizsi premiert később, szintén aznap tartották. A Sony október végén és november elején adta ki a filmet Európában, Latin-Amerikában és Indiában – köztük november 3-án Magyarországon az InterComon keresztül. Québecben 2011. december 9-én mutatkozott be a film. Ázsiában, Új-Zélandon, Nagy-Britanniában és más angol nyelvű területeken a Paramount hozta forgalomba a filmet – így 2011. december 21-én az Amerikai Egyesült Államokban.
Észak-Amerikán kívül a legtöbb angol és más nyelvű országban a film alcímet is kapott: Az unikornis titka (angolul: The Secret of the Unicorn) – ez alól kivétel például Magyarország.

### DVD- és blu-ray megjelenés
A Paramount Home Entertainment 2012. március 13-án adta ki a Tintin kalandjait DVD-n és blu-rayen. Mindkét formátumú lemez együtt is megjelent blu-ray + DVD + digitális másolat, illetve 3D-s blu-ray + blu-ray + DVD + digitális másolat csomagokban. Mindegyik csomag 11 színfalak mögötti extrát tartalmaz.
Az első hete alatt a Tintin kalandjai blu-ray 504 000 példányban kelt el az Amerikai Egyesült Államokban, ezzel a HD-film-eladási listák élére került, és 11,09 millió dollárt keresett. A film az első hetében második helyezett lett az összes házimozi-megjelenés között, és bevételeinek 50%-a a blu-ray piacról folyt be.
Magyarországon 2012. március 28-án jelent meg a film az InterCom gondozásában, DVD-n, blu-ray + DVD és 3D-s blu-ray + blu-ray pakkokban. A kiadványokon öt extra kisfilm szerepel az eredeti 11-ből, de mindegyik magyar felirattal.

## Fogadtatása

### Kritikai fogadtatása
A magyar kritikusok elismerően szóltak a filmről. A Filmvilág kritikusa azt írta: „A látvány – mondani sem kell – lenyűgöző, az animációs film ismét egy komoly mérföldkőhöz ért, és bár a Spielberg-univerzum nem lett gazdagabb, a rendező inkább csak kedvenc elemeit variálta, azért biztos élvezte a játékot az új technikai eljárással, mi pedig egész jól szórakozunk a végeredményen.” A VOX mozimagazin újságírója 80%-ra értékelte a filmet, és így vélekedett: „megalapozott Tintin esetében a színészekre utólag ráhúzott rajzgúnya, hiszen az ügyes animátorok utazás nélkül, egy időben rajzolják meg a francia várost, az afrikai sivatagot és a végtelen óceánt, vágás nélkül döntenek romba egy marokkói várost, vagy elégítik ki akcióéhségünket egy rakodódaru-párbajjal. A Tintin kalandjai tele van olyasmivel, ami élőszereplős filmben már nevetséges/necces/banális lenne, így azonban veszettül szórakoztató.” A Filmtett erdélyi filmes portál kritikusa szerint: „Steven Spielberg hollywoodi rendező Wim Wenders Pinája után újfent bebizonyította: a 3D-s effektust az alkotás feldíszítése mellett a történetmesélés eszközévé is lehet, sőt kell tenni.”

### Bevételek
A film Észak-Amerikában 77 591 831 dollárt, a világ többi részén 296 402 120 dollárt – ebből Magyarországon 230 558 dollárt –, azaz világszerte 373 993 951 dollárt keresett.
A film első napján Nagy-Britanniában, Franciaországban és Belgiumban nyitott, és 8,6 milliót keresett. Belgiumban, Tintin szülőhelyén a film 520 000 dollárt, míg Franciaországban 4,6 milliót keresett, amely magasabb mint más szerdai nyitónapok bevétele szokott lenni. Franciaországban ez volt az év második legjobb nyitónapja a Harry Potter és a Halál ereklyéi 2. után. Nyitóhétvégéjén az Észak-Amerikán kívüli bevétellista első helyére került, 21 országban összesen 56,2 milliót hozott. Belgiumban 1,99 milliót keresett. Olyan piacokon ért el első helyezést, mint Franciaország és a Magreb régió (21 millió $), ahol megdöntötte az animációs filmek nyitóhétvégéjének rekordját; Nagy-Britannia, Írország és Málta (10,9 millió $), Németország (4,71 millió $) és Spanyolország (3,75 millió $). A második hétvégéjére is megtartotta az első helyét 39,0 millió dollárral, immáron 45 piacról. Belgiumban 20%-kal, 2,39 millió dollárra nőttek a bevételek, míg Franciaországban 61%-kal, 8,42 millió dollárra. A legnagyobb nyitóhétvége-bevételt ekkor Oroszországban és a FÁK-ban érte el (4,81 millió $).
A Tintin kalandjai magyarországi nyitóhétvégéjén (november 3–6.) 110 393 dollárt keresett 48 teremben, ezzel második helyet érve el a második hétvégés, 32 termes Lopott idő mögött. A következő hétvégéjére 55%-ot esett vissza, amely a negyedik helyezésre volt elegendő. Négy hét alatt csak 230 558 dollárt gyűjtött össze, és a kilencedik helyre esett vissza.
Indiai nyitóhétvégéjén (2011. november 11–13.) 75 millió rúpiát hozott, ami mind a Spielberg-filmek, mind az animációs filmek nyitóhétvége-rekordját. Négy hét alatt 254 millió rúpiával minden idők pénzügyileg legsikeresebb animációs filmje lett Indiában.
A 2011-es éves bevétellistákon Észak-Amerikában 44., világszerte 16., Magyarországon 66. helyezést ért el.

### Díjak és jelölések
A Tintin kalandjait jelölték a legjobb eredeti filmzene kategóriában a 84. Oscar-gálán. Ez az első nem Pixar-film, amely elnyerte a legjobb animációs filmnek járó Golden Globe-díjat. Szintén két jelölést kapott a 65. BAFTA-gálán a legjobb animációs film és legjobb különleges effektusok kategóriákban.
| \| Díj \| Kategória \| Jelölt \| Eredmény \| \| -------------------------------------------------- \| -------------------------------------------------------- \| ----------------------------------------------------------------------------------- \| -------- \| \| Alliance of Women Film Journalists[88] \| Legjobb animációs film \| Legjobb animációs film \| Jelölve \| \| Annie Award[89] \| Legjobb animációs film \| Legjobb animációs film \| Jelölve \| \| Annie Award[89] \| Legjobb animációs effektek animációs produkcióban \| Kevin Romond \| Elnyerte \| \| Annie Award[89] \| Legjobb filmzene \| John Williams \| Elnyerte \| \| Annie Award[89] \| Legjobb filmforgatókönyv \| Steven Moffat, Edgar Wright és Joe Cornish \| Jelölve \| \| Art Directors Guild[90] \| Fantasyfilm \| Fantasyfilm \| Jelölve \| \| BAFTA-díj[87] \| Legjobb animációs film \| Steven Spielberg \| Jelölve \| \| BAFTA-díj[87] \| Legjobb vizuális effektusok \| Joe Letteri \| Jelölve \| \| BMI Film & TV Awards[91] \| Filmzenei díj \| John Williams \| Elnyerte \| \| Chicago Film Critics Association \| Legjobb animációs film \| Legjobb animációs film \| Jelölve \| \| Critics’ Choice Movie Awards[92] \| Legjobb animációs film \| Legjobb animációs film \| Jelölve \| \| Dallas-Fort Worth Film Critics \| Legjobb animációs film \| Legjobb animációs film \| Jelölve \| \| Empire Awards[93] \| A 3D művészete \| A 3D művészete \| Elnyerte \| \| Florida Film Critics Circle[94] \| Legjobb animációs film \| Legjobb animációs film \| Elnyerte \| \| Golden Globe-díj[86] \| Legjobb animációs film \| Steven Spielberg \| Elnyerte \| \| Golden Trailer Awards[95] \| Legjobb animációs/családi \| Legjobb animációs/családi \| Jelölve \| \| Golden Trailer Awards[95] \| Legjobb mozis reklám \| Legjobb mozis reklám \| Jelölve \| \| Grammy-díj[96] \| Legjobb aláfestőzene vizuális médiumhoz \| John Williams \| Jelölve \| \| Houston Film Critics Society[97] \| Legjobb animációs film \| Legjobb animációs film \| Jelölve \| \| Houston Film Critics Society[97] \| Legjobb eredeti filmzene \| John Williams \| Jelölve \| \| IGN Best of 2011[98][99] \| Legjobb animációs film \| Legjobb animációs film \| Jelölve \| \| IGN Best of 2011[98][99] \| Legjobb filmszínész \| Andy Serkis \| Jelölve \| \| Los Angeles Film Critics Association[100] \| Legjobb animációs film \| Legjobb animációs film \| Jelölve \| \| New York Film Critics Online \| Legjobb animációs film \| Legjobb animációs film \| Elnyerte \| \| Oklahoma Film Critics Circle \| Legjobb animációs film \| Legjobb animációs film \| Elnyerte \| \| Online Film Critics Society[101] \| Legjobb animációs film \| Legjobb animációs film \| Jelölve \| \| Oscar-díj[85] \| Legjobb eredeti filmzene \| John Williams \| Jelölve \| \| Phoenix Film Critics Society[102][103] \| Legjobb animációs film \| Legjobb animációs film \| Jelölve \| \| Producers Guild of America Award[104] \| Legjobb producer (animációs nagyjátékfilm) \| Peter Jackson, Kathleen Kennedy és Steven Spielberg \| Elnyerte \| \| Satellite Award[105] \| Legjobb animációs vagy kevert film \| Legjobb animációs vagy kevert film \| Elnyerte \| \| Satellite Award[105] \| Legjobb adaptált forgatókönyv \| Steven Moffat, Edgar Wright és Joe Cornish \| Jelölve \| \| Szaturnusz-díj[12] \| Legjobb animációs film \| Legjobb animációs film \| Jelölve \| \| Szaturnusz-díj[12] \| Legjobb rendező \| Steven Spielberg \| Jelölve \| \| Szaturnusz-díj[12] \| Legjobb zene \| John Williams \| Jelölve \| \| Szaturnusz-díj[12] \| Legjobb produkciós dizájn \| Kim Sinclair \| Jelölve \| \| Szaturnusz-díj[12] \| Legjobb vágás \| Michael Kahn \| Jelölve \| \| Szaturnusz-díj[12] \| Legjobb különleges effektusok \| Scott E. Anderson, Matt Aitken, Joe Letteri, Matthias Menz és Keith Miller \| Jelölve \| \| St. Louis Gateway Film Critics Association Awards \| Legjobb animációs film \| Legjobb animációs film \| Elnyerte \| \| Toronto Film Critics Association \| Legjobb animációs film \| Legjobb animációs film \| Elnyerte \| \| Utah Film Critics Association \| Legjobb animációs film \| Legjobb animációs film \| Jelölve \| \| Visual Effects Society[106][107] \| Legjobb vizuális effektusok animációs nagyjátékfilmben \| Jamie Beard, Joe Letteri, Meredith Meyer-Nichols, Eileen Moran \| Jelölve \| \| Visual Effects Society[106][107] \| Legjobb animált karakter animációs nagyjátékfilmben \| Tintin – Gino Acevedo, Gustav Ahren, Jamie Beard, Simon Clutterbuck \| Jelölve \| \| Visual Effects Society[106][107] \| Legjobb teremtett környezet animációs nagyjátékfilmben \| Bagghar – Hamish Beachman, Adam King, Wayne Stables, Mark Tait \| Jelölve \| \| Visual Effects Society[106][107] \| Legjobb teremtett környezet animációs nagyjátékfilmben \| kikötő – Matt Aitken, Jeff Capogreco, Jason Lazaroff, Alessandro Mozzato \| Jelölve \| \| Visual Effects Society[106][107] \| Legjobb teremtett környezet animációs nagyjátékfilmben \| kalózcsata – Phil Barrenger, Keith F. Miller, Alessandro Saponi, Christoph Sprenger \| Jelölve \| \| Visual Effects Society[106][107] \| Legjobb virtuális fényképezés animációs nagyjátékfilmben \| Matt Aitken, Matthias Menz, Keith F. Miller, Wayne Stables \| Jelölve \| \| Washington D.C. Area Film Critics Association[108] \| Legjobb animációs film \| Legjobb animációs film \| Jelölve \| \| Women Film Critics Circle[109] \| Legjobb családi film \| Legjobb családi film \| Jelölve \| \| World Soundtrack Academy[110] \| Az év legjobb eredeti filmzenéje \| John Williams \| Jelölve \| \| World Soundtrack Academy[110] \| Az év legjobb filmzeneszerzője \| John Williams \| Jelölve \| |                                                          |                                                                                     |          |
| Díj | Kategória                                                | Jelölt                                                                              | Eredmény |
| Alliance of Women Film Journalists | Legjobb animációs film                                   | Legjobb animációs film                                                              | Jelölve  |
| Annie Award | Legjobb animációs film                                   | Legjobb animációs film                                                              | Jelölve  |
| Annie Award | Legjobb animációs effektek animációs produkcióban        | Kevin Romond                                                                        | Elnyerte |
| Annie Award | Legjobb filmzene                                         | John Williams                                                                       | Elnyerte |
| Annie Award | Legjobb filmforgatókönyv                                 | Steven Moffat, Edgar Wright és Joe Cornish                                          | Jelölve  |
| Art Directors Guild | Fantasyfilm                                              | Fantasyfilm                                                                         | Jelölve  |
| BAFTA-díj | Legjobb animációs film                                   | Steven Spielberg                                                                    | Jelölve  |
| BAFTA-díj | Legjobb vizuális effektusok                              | Joe Letteri                                                                         | Jelölve  |
| BMI Film & TV Awards | Filmzenei díj                                            | John Williams                                                                       | Elnyerte |
| Chicago Film Critics Association | Legjobb animációs film                                   | Legjobb animációs film                                                              | Jelölve  |
| Critics’ Choice Movie Awards | Legjobb animációs film                                   | Legjobb animációs film                                                              | Jelölve  |
| Dallas-Fort Worth Film Critics | Legjobb animációs film                                   | Legjobb animációs film                                                              | Jelölve  |
| Empire Awards | A 3D művészete                                           | A 3D művészete                                                                      | Elnyerte |
| Florida Film Critics Circle | Legjobb animációs film                                   | Legjobb animációs film                                                              | Elnyerte |
| Golden Globe-díj | Legjobb animációs film                                   | Steven Spielberg                                                                    | Elnyerte |
| Golden Trailer Awards | Legjobb animációs/családi                                | Legjobb animációs/családi                                                           | Jelölve  |
| Golden Trailer Awards | Legjobb mozis reklám                                     | Legjobb mozis reklám                                                                | Jelölve  |
| Grammy-díj | Legjobb aláfestőzene vizuális médiumhoz                  | John Williams                                                                       | Jelölve  |
| Houston Film Critics Society | Legjobb animációs film                                   | Legjobb animációs film                                                              | Jelölve  |
| Houston Film Critics Society | Legjobb eredeti filmzene                                 | John Williams                                                                       | Jelölve  |
| IGN Best of 2011 | Legjobb animációs film                                   | Legjobb animációs film                                                              | Jelölve  |
| IGN Best of 2011 | Legjobb filmszínész                                      | Andy Serkis                                                                         | Jelölve  |
| Los Angeles Film Critics Association | Legjobb animációs film                                   | Legjobb animációs film                                                              | Jelölve  |
| New York Film Critics Online | Legjobb animációs film                                   | Legjobb animációs film                                                              | Elnyerte |
| Oklahoma Film Critics Circle | Legjobb animációs film                                   | Legjobb animációs film                                                              | Elnyerte |
| Online Film Critics Society | Legjobb animációs film                                   | Legjobb animációs film                                                              | Jelölve  |
| Oscar-díj | Legjobb eredeti filmzene                                 | John Williams                                                                       | Jelölve  |
| Phoenix Film Critics Society | Legjobb animációs film                                   | Legjobb animációs film                                                              | Jelölve  |
| Producers Guild of America Award | Legjobb producer (animációs nagyjátékfilm)               | Peter Jackson, Kathleen Kennedy és Steven Spielberg                                 | Elnyerte |
| Satellite Award | Legjobb animációs vagy kevert film                       | Legjobb animációs vagy kevert film                                                  | Elnyerte |
| Satellite Award | Legjobb adaptált forgatókönyv                            | Steven Moffat, Edgar Wright és Joe Cornish                                          | Jelölve  |
| Szaturnusz-díj | Legjobb animációs film                                   | Legjobb animációs film                                                              | Jelölve  |
| Szaturnusz-díj | Legjobb rendező                                          | Steven Spielberg                                                                    | Jelölve  |
| Szaturnusz-díj | Legjobb zene                                             | John Williams                                                                       | Jelölve  |
| Szaturnusz-díj | Legjobb produkciós dizájn                                | Kim Sinclair                                                                        | Jelölve  |
| Szaturnusz-díj | Legjobb vágás                                            | Michael Kahn                                                                        | Jelölve  |
| Szaturnusz-díj | Legjobb különleges effektusok                            | Scott E. Anderson, Matt Aitken, Joe Letteri, Matthias Menz és Keith Miller          | Jelölve  |
| St. Louis Gateway Film Critics Association Awards | Legjobb animációs film                                   | Legjobb animációs film                                                              | Elnyerte |
| Toronto Film Critics Association | Legjobb animációs film                                   | Legjobb animációs film                                                              | Elnyerte |
| Utah Film Critics Association | Legjobb animációs film                                   | Legjobb animációs film                                                              | Jelölve  |
| Visual Effects Society | Legjobb vizuális effektusok animációs nagyjátékfilmben   | Jamie Beard, Joe Letteri, Meredith Meyer-Nichols, Eileen Moran                      | Jelölve  |
| Visual Effects Society | Legjobb animált karakter animációs nagyjátékfilmben      | Tintin – Gino Acevedo, Gustav Ahren, Jamie Beard, Simon Clutterbuck                 | Jelölve  |
| Visual Effects Society | Legjobb teremtett környezet animációs nagyjátékfilmben   | Bagghar – Hamish Beachman, Adam King, Wayne Stables, Mark Tait                      | Jelölve  |
| Visual Effects Society | Legjobb teremtett környezet animációs nagyjátékfilmben   | kikötő – Matt Aitken, Jeff Capogreco, Jason Lazaroff, Alessandro Mozzato            | Jelölve  |
| Visual Effects Society | Legjobb teremtett környezet animációs nagyjátékfilmben   | kalózcsata – Phil Barrenger, Keith F. Miller, Alessandro Saponi, Christoph Sprenger | Jelölve  |
| Visual Effects Society | Legjobb virtuális fényképezés animációs nagyjátékfilmben | Matt Aitken, Matthias Menz, Keith F. Miller, Wayne Stables                          | Jelölve  |
| Washington D.C. Area Film Critics Association | Legjobb animációs film                                   | Legjobb animációs film                                                              | Jelölve  |
| Women Film Critics Circle | Legjobb családi film                                     | Legjobb családi film                                                                | Jelölve  |
| World Soundtrack Academy | Az év legjobb eredeti filmzenéje                         | John Williams                                                                       | Jelölve  |
| World Soundtrack Academy | Az év legjobb filmzeneszerzője                           | John Williams                                                                       | Jelölve  |

## Fordítás
Ez a szócikk részben vagy egészben  a   The Adventures of Tintin (film) című angol Wikipédia-szócikk ezen változatának fordításán alapul.  Az eredeti cikk szerkesztőit annak laptörténete sorolja fel. Ez a jelzés csupán a megfogalmazás eredetét és a szerzői jogokat jelzi, nem szolgál a cikkben szereplő információk forrásmegjelöléseként.